# Heiligenstadti végrendelet

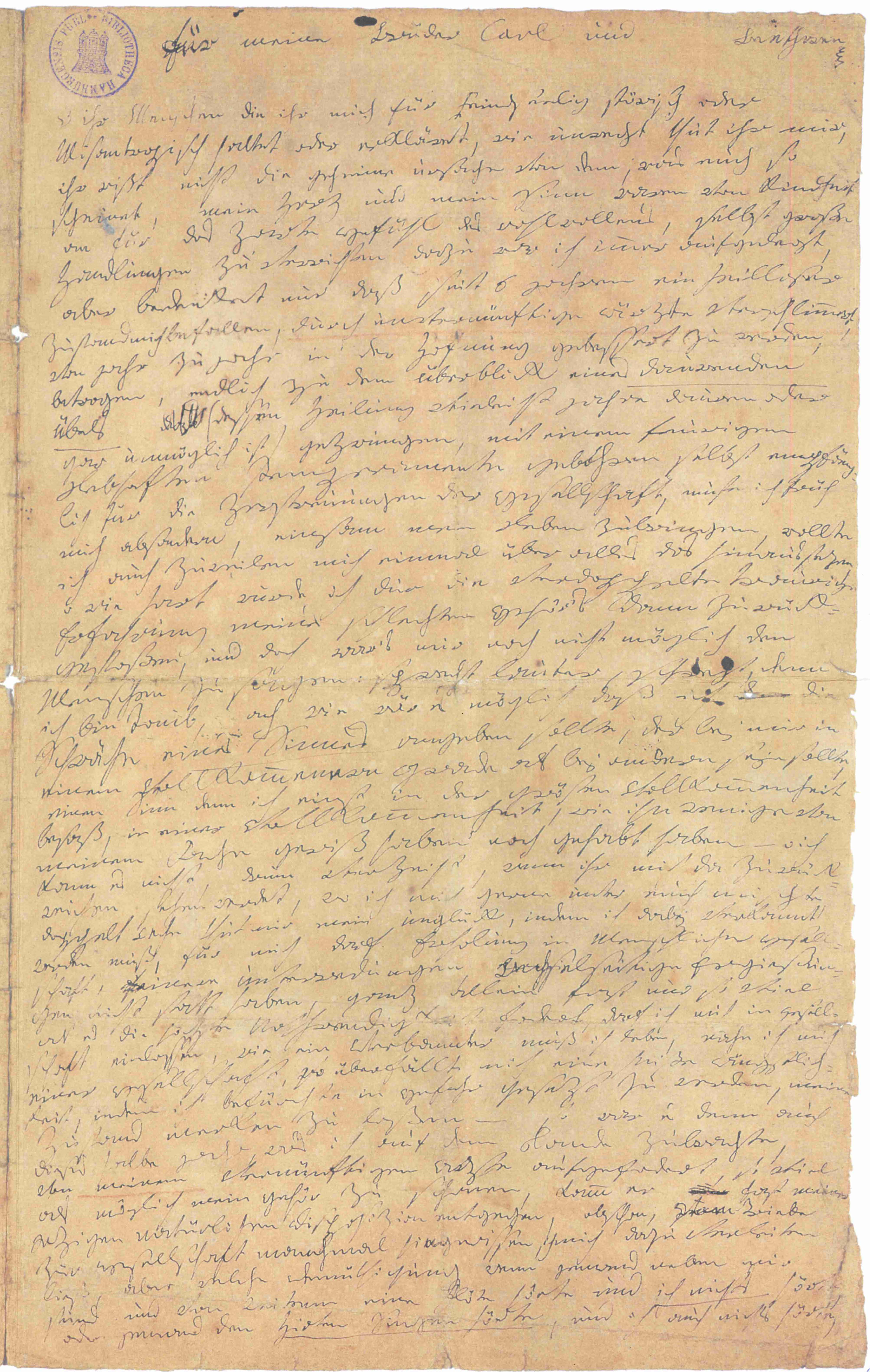
Beethoven eredeti, kézzel írt végrendelete

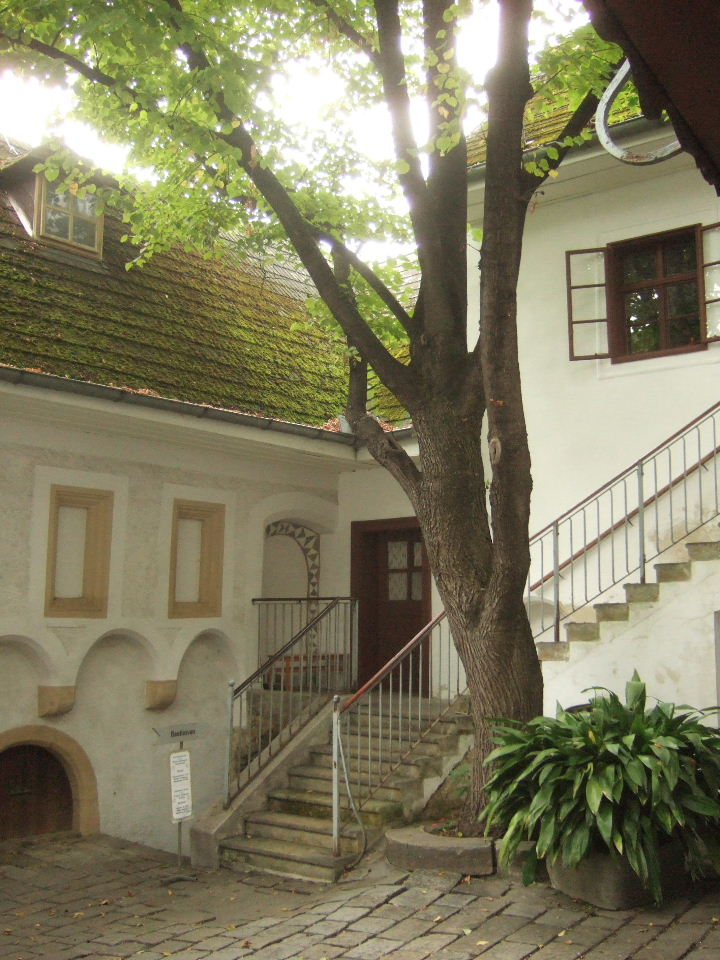
Az egykori heileigenstadti Herrengasse 6 (ma Bécs, Probusgasse 6) ház belső udvara, ahol Beethoven a „Heiligenstädter Testamentum”-ot írta

A heiligenstadti testamentum (végrendelet) egy levél, melyet Ludwig van Beethoven (1770–1827) testvéreinek (Karlnak és Johannak) írt 1802. október 6-án Heiligenstadtban (e település ma már Bécs része a 19. kerületben).

## Körülmények
A végrendelet megírására az akkor még csak 31 éves zeneművészt egyre súlyosodó hallásromlása késztette. E ceruzával írt levelet életében senkinek nem mutatta meg, azt csak a 25 évvel később bekövetkező halála után találta meg lakóhelyén Anton Schindler és Stephan von Breuning, akik azt pár hónap múlva közzé is tették. Beethovennek hat testvére volt, de rajta kívül csak ketten (Karl és Johann) érték meg a felnőttkort. Nekik szól e végrendelet, annak ellenére, hogy Johann neve nincsen leírva. Ennek oka valószínűleg az, hogy e levél jogi dokumentum is egyben – Beethoven nem tudta, hogy hivatalosan teljes nevén (Nikolaus Johann) kell-e írnia, vagy elegendő Johann – ezért a megfelelő
helyeket üresen hagyta.
A heiligenstadti testamentum fordítása:

„Karl és... testvéreimnek. Halálom után olvassátok és hajtsátok végre.
Ó ti emberek, kik engem mogorvának, bolondnak vagy embergyűlölőnek néztek, mennyire igazságtalanok vagytok hozzám! Nem ismeritek a látszat rejtett okát. Szívem és kedélyem gyermekkorom óta hajtott gyengédségre, még nagy tettekre is megvolt bennem a hajlam. De gondoljátok meg, hogy hat év óta szörnyű baj lett úrrá rajtam, melyet a tudatlan orvosok még súlyosbítottak. Évről-évre hitegetett a gyógyulás csalóka reménye, míg végre rá kellett jönnöm, bajom hosszan tartó, és gyógyulása talán évekig is eltarthat, ha ugyan nem teljesen reménytelen; s így én, aki élénk, tüzes vérakarattal születtem és fogékony voltam a társélet szórakozásai iránt is, kénytelen voltam korán elkülönülni a többiektől, és magányosan élni életemet. Mert ha időnként mindezen túl akartam magam tenni; ó mily kegyetlenül kijózanított, hogy ilyenkor kétszeres súllyal kellett éreznem hallásom megromlását! Mégsem bírtam azt mondani az embereknek: beszéljetek hangosabban, kiáltsatok – hiszen süket vagyok. Hogyan is vallhattam volna be épp annak az érzékemnek gyarlóságát, melynek énbennem tökéletesebbnek kellene lennie, mint másokban s mely egykor valóban tökéletes is volt, oly tökéletes, mint csak keveseké pályatársaim közül – nem, ezt nem tehetem! Bocsássatok hát meg, ha visszavonulni láttok, mikor oly szívesen időznék köztetek. Balsorsom kétszeresen fájdalmas, mert félreismernek miatta. Számomra tilos a felüdítő emberi társaság, a nemesebb eszmecsere, az érzelmek kölcsönös megnyilatkozása. Teljesen egyedül vagyok, emberek közé csak a legfőbb szükség parancsa kényszerít. Úgy kell élnem, mint a száműzöttnek; ha társasághoz közeledem, szorongás fog el; félek, hogy állapotomat észreveszik. Így telt el ez a félévem is, mióta vidéken élek. Tudós orvosom meghagyta, hogy lehetőség szerint kíméljem hallásomat; amivel voltaképpen természetes hajlamomat elégítette ki, bár társas ösztönöm nem egyszer csábított emberek közé. De milyen megalázó volt aztán, ha mellettem valaki távoli furulyaszót vagy pásztor nótázását hallotta, én pedig semmit, de semmit!
Az ilyen tapasztalatok a végső kétségbeesés szélére juttattak s kevés híja volt, hogy nem magam vetettem véget az életemnek. Csak a művészet tartott vissza egyedül. Úgy éreztem, lehetetlen itt hagynom e világot, mielőtt létrehoztam volna, amire hivatásom képesít; így tengettem tovább ezt a nyomorsúgás életet, e nyomorúságos testi szervezet életét, mely a legjobb állapotból a legrosszabba taszíthatja. – Türelem, mondják. A türelmet kell hát vezetőmül választanom, megtettem. Bízom benne, hogy elhatározásom szilárd marad s én kitartok, amíg csak a kérlelhetetlen párkák el nem vágják életem fonalát. Akár javul a helyzet, akár nem, én helytállok… Nem könnyű dolog, ha az ember már huszonnyolc esztendős korában kénytelen filozófussá lenni, s a művésznek még nehezebb, mint másnak. Istenem, te belelátsz szívembe, te ismersz, te tudod, hogy emberszeretet és jóság lakik bennem. S ti emberek, ha valamikor olvassátok ezt az írást, lássátok be, hogy igaz(ság)talanok voltatok hozzám. Aki boldogtalan, vigasztalódjék azzal, hogy bennem sorsának osztályosára talál, társára, aki minden természeti akadály ellenére mégis minden tőle telhetőt megtett, hogy az igazi művészek és igazi emberek sorába emelkedjék. Ti, testvéröcséim, ha meghaltam és Schmidt doktor él még, kérjétek meg őt a nevemben, hogy írja le a betegségemet, és ahhoz csatolják majd ezt az írást, hogy megbéküljön velem. Egyúttal benneteket ismerlek el kis vagyonom (ha így nevezhetem) örököseinek. Osztozzatok rajta testvériesen, s támogassátok egymást. Ha vétettetek ellenem, tudjátok, rég megbocsátottam. Neked, Karl öcsém különösen köszönöm azt a ragaszkodást, melyet a legutóbbi időben irántam tanúsítottál. Kívánom, hogy jobb és gondtalanabb életben legyen részetek, mint nekem. Kössétek gyermekeitek lelkére az erényt, csak az boldogít, nem a pénz. Tapasztalásból beszélek: az erény mentett meg engem is nyomorúságomban, művészetem mellett neki köszönhetem, hogy nem öngyilkossággal fejeztem be életemet. Éljetek boldogul és szeressétek egymást! – Köszönetet mondok minden barátomnak, különösen Lichnowsky hercegnek és Schmidt professzornak. Az az óhajom, hogy Lichnowsky herceg hangszerei valamelyikteknél maradjanak, de nehogy ez nézeteltérést okozzon közöttetek. Szükség esetén adjátok el őket. Mennyire örülök, hogy még halálom után is hasznotokra lehetek!
Így hát elvégeztetett. Örömmel megyek a halál elébe. Ha korábban jönne, semmint alkalmam nyílna tehetségem kifejtésére: súlyos sorsom is túl korán érkezik s én későbbre várnám… De akkor is megnyugszom benne; hiszen vég nélküli szenvedéstől vált meg. Jöjj hát, amikor tetszik, én bátran fogadlak. – Éljetek boldogul s holtom után ne feledjetek el egészen; megérdemlem, mert én is sokszor gondoltam rátok, hogy boldoggá tehesselek benneteket – legyetek is, kívánom!
Heiligenstadt, 1802. október 6.
Ludwig van Beethoven”